# Suggestion
Suggestion, en, lat., er påvirkning af et menneskes tanker, følelser eller adfærd ved at indgive dem visse forestillinger, idet den selvstændige tanke- og viljevirksomhed hæmmes eller mest mulig sættes ud af virksomhed.
| Psi | Spire Denne artikel om psykologi er en spire som bør udbygges. Du er velkommen til at hjælpe Wikipedia ved at udvide den. |